# 楠神順平 (足球運動員)
楠神順平（日语：楠神 順平，1987年8月27日—），日本足球運動員，司職中場，現效力於关东地区一级联赛球会南葛SC。

## 俱樂部生涯
楠神顺平出生于1987年8月27日，身高171公分，毕业于日本国内有名的同志社大学，2010年加盟川崎前锋。
大阪樱花为加强边路进攻，希望引进川崎前锋的中场楠神顺平，楠神顺平本赛季为川崎出场28场进5球。
大阪樱花官方宣布楠神顺平与俱乐部签订2014赛季合约。 
2016年7月转会至西悉尼流浪者。本赛季澳超至今出场11次进1球。
清水心跳官方宣布，澳职西悉尼流浪者30岁的中场楠神顺平转会加盟。
山形山神从清水心跳通过租借获得中场球员楠神顺平。租借时间为2018年8月1日至2019年1月31日。
楠神顺平2020年赛季加盟球队关东地区一级联赛（相当于日本第7级别联赛）球队南葛SC。

## 外部連結
- Profile at Montedio Yamagata
- Profile at Kawasaki Frontale （页面存档备份，存于）
- 日本職業足球聯賽中的楠神順平 （日語）